# Israelitische Lehrerbildungsanstalt
Die Israelitische Lehrerbildungsanstalt (ILBA) in Würzburg bildete von 1864 bis 1938 jüdische Lehrer und Pädagogen  aus.

## Schulzweck
Zweck der Anstalt war, jungen Juden die Gelegenheit zu geben, während eines Kurses von sechs Jahren den in Religions- und Elementar-Gegenständen vorgeschriebenen Vorbereitungs-Unterricht zu absolvieren und damit die Befähigung zum Bestehen der Austrittsprüfung im königlichen Schullehrerseminar zu erwerben.

## Geschichte

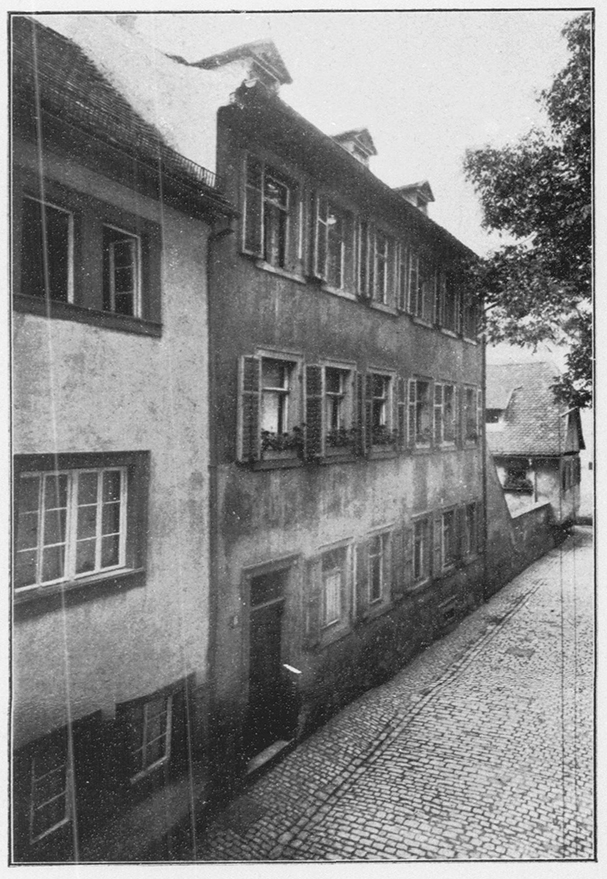
Gebäude in der Kettengasse Nummer 6, Foto von 1914

Die Erziehung der Jugend im jüdischen Glauben lag Rabbi Seligmann Bär Bamberger besonders am Herzen. Zuerst eröffnete er eine Talmudschule. 1856 gründete er dann die private Israelitische Erziehungs- und Unterrichtsanstalt im Hof Zum großen Fresser. Es handelte sich hierbei um eine 6-klassige Volksschule für Jungen und Mädchen. Es folgte 1864 das erste Lehrerseminar, die Israelitische Lehrerbildungsanstalt.

## Gebäude
Bis 1884 war die Israelitische Lehrerbildungsanstalt in der Domerpfarrgasse nahe der alten Hauptsynagoge angesiedelt, danach war die ILBA in der Domvikarie zu Allen Seelen in der Bibrastraße 6 beheimatet. Das Hauptgebäude der heutigen David-Schuster-Realschule in der Sandbergerstraße 1 im Stadtbezirk Frauenland war anschließend von 1931 bis zur Auflösung des Lehrerseminars im Jahr 1938 Schulgebäude der ILBA.